# VK Osijek
Vaterpolski klub Osijek, osnovan 1946., je vaterpolski klub iz Osijeka.

## Povijest
Vaterpolo klub "Kruna-Osijek" potječe iz obitelji osječkoga sporta od daleke 1946. godine pa sve do danas. U svibnju 1946., osnovan je "VK Sloga", koji je bio dio sportskoga društva Sloga. Već 12. svibnja 1946. je odigrana prva utakmica vaterpolskoga kluba Sloga, i to na rijeci Dravi. Od tada se redovito igraju vaterpolo utakmice, uz jedan kraći prekid sve do danas.
1947. godine se osniva novi klub pod samostalnim djelovanjem, a naziva se "Udarnik", a 1948. godine plivačka sekcija ovog kluba prelazi u sportsko društvo "Mladost". Ponovnim fuzioniranjem vaterpolo i plivačke sekcije, klub mijenja naziv i kratko djeluje pod nazivom VPK "Proleter", da bi krajem 1949. godine dobio naziv PVK "Omladinac", pod kojim nazivom će službeno djelovati sve do 1992. godine.
Nažalost, od početka osječko plivanje i vaterpolo bilo je suočeno s problemom domaćinstva i mjesta rada. Naime, u početku su treninzi obavljani na rijeci Dravi, da bi se u ljetu 1946. godine prešlo u zimsku luku, u kojoj je izgrađen ponton. Tek 1973. godine se prešlo trenirati i igrati na SRC "Copacabana, ipak tek krajem 1998. osječki plivači i vaterpolisti su dobili priliku za kontinuirani cjelogodišnji rad izgradnjom novog zatvorenog bazena. Iako bazen ne zadovoljava dimenzije potrebne za igranje, ipak je moguće raditi kontinuirani cjelogodišnji trening. Krajem 2008. godine grad Osijek potpisao je ugovor za izgradnju novih bazena, koji bi se trebali nalaziti kraj današnjih. Izgradili bi se novi bazeni i veći olimpijski bazen koji bi zadovoljavao dimenzije i kritike. Sadržavao bi i gledalište tako da bi se mogla organizirati natjecanja i ostalo. 

## Adresa
Klupsko sjedište je na adresi Reisnerova 46a, Osijek.

## Klupski uspjesi
- Dobri Dupin 2009,
- Dobri Dupin 2010,
- Doprvaci 2. HVL 2010.,
- Doprvaci kadetskog prvenstva Hrvatska 2010,
- Dobri Dupin 2020,
- 3. mjesto u 1. B HVL 2021

## Vanjske poveznice
Službene stranice kluba:
- www.vkkruna-osijek.com  Arhivirana inačica izvorne stranice od 31. svibnja 2009. (Wayback Machine)